# Remoergometro

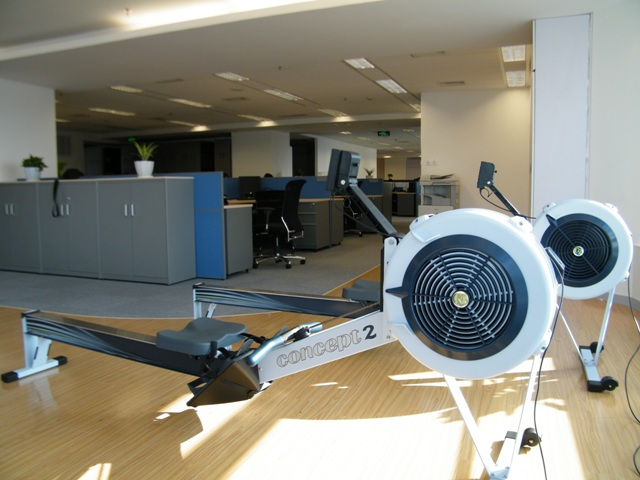
Un moderno remoergometro

Il remoergometro (in lingua inglese "rowing ergometer", colloquialmente ERG o ergo, in italiano anche detto semplicemente vogatore) è un attrezzo meccanico che simula fedelmente il gesto atletico del canottaggio, con la naturale differenza della diversa sensibilità in quanto in barca l'atleta poggia su un mezzo liquido, mentre sul remoergometro è poggiato a terra.
Il remergometro viene generalmente utilizzato dagli atleti professionisti e dalle scuole di canottaggio per l'allenamento anche durante il periodo invernale, ma anche dagli amatori nelle palestre che ne sfruttano la completezza nei movimenti. Il macchinario, inoltre, è utilizzato in esclusiva da atleti che partecipano alle competizioni di indoor rowing, pratica sportiva a sé stante che si svolge con il remoergometro.

## Storia
Il primo strumento di simulazione della vogata risale al IV secolo a.C., introdotto dall'ammiraglio ateniese Cabria per l'addestramento in ambito militare. La simulazione avveniva con delle cornici di legno e dei remi annessi, in modo che i marinai inesperti potessero apprendere la tecnica prima di essere assegnati ad un'imbarcazione militare.

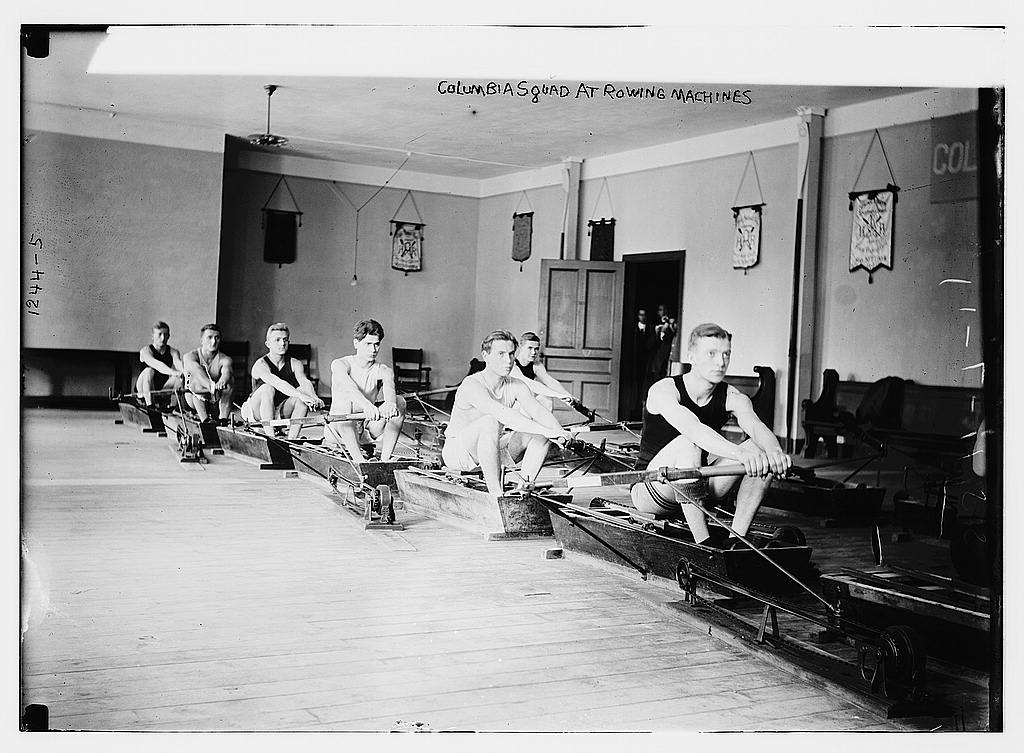
Un allenamento di canottaggio negli Stati Uniti tra il 1910 e il 1915

I primi remoergometri moderni risalgono alla metà del XIX secolo, con il primo brevetto rilasciato a W.B. Curtis nel 1872 per un vogatore con un design basato su un particolare smorzatore idraulico. Agli inizi del XX secolo iniziarono a diffondersi i primi ergometri con una resistenza pneumatica lineare; uno dei più popolari era il vogatore idraulico Narragansett, prodotto nel Rhode Island tra il 1900 e il 1960; esso, però, non era molto accurato nella simulazione del gesto reale della vogata usato nel canottaggio ed, inoltre, non era in grado di misurare la potenza generata. Negli anni '50 e '60 si iniziarono ad utilizzare dei nuovi macchinari, appositamente realizzati per l'allenamento del canottaggio e per la misurazione dei miglioramenti espressi nell'esplosione della potenza.
In quegli anni John Harrison, membro dell'Associazione canottieri "Leichhardt" di Sydney ed in seguito professore di ingegneria meccanica presso l'Università del Nuovo Galles del Sud, perfezionò un nuovo remoergometro con un volano in ferro solido e pesante con un freno a frizione meccanica. Harrison partecipò anche alle Olimpiadi di Melbourne del 1956 nella disciplina del quattro senza, e fu introdotto al canottaggio da Frank Cotton, uno dei padri della moderna formazione fisiologica ed atletica.
Il professor Cotton aveva prodotto una prima rudimentale macchina per la selezione dei potenziali canottieri, ma senza la pretesa di misurarne accuratamente la potenza prodotta. Harrison ideò per la macchina una piccola area di frenatura con un materiale assorbente combinato con un grande volano; questa nuova struttura permise di eliminare virtualmente i fattori in grado di interferire con misurazioni accurate della potenza, quali l'umidità e la temperatura.
Il vogatore di Harrison e Cotton rappresentò la prima apparecchiatura moderna in grado di quantificare con precisione la potenza umana sprigionata nell'atto atletico, e l'accuratezza del misurazione di questa macchina differisce solamente dell'1% rispetto ai remoergometri attuali. Il freno ad attrito veniva regolato in base al peso complessivo dell'attrezzo, in modo da ottenere una simulazione più precisa con le dinamiche reali del canottaggio (dove la spinta necessaria allo spostamento dell'imbarcazione è proporzionale al peso della stessa); questo fattore di correzione del peso, però, rese impopolare lo strumento presso gli atleti del tempo. Al di fuori dell'Australia vennero prodotte diverse versioni di remoergometri, che utilizzavano però volani più piccoli e cinghie di cuoio: la sensibilità del cuoio all'umidità e l'ampia zona di frenata del diverso tipo di volano resero questi macchinari molto meno accurati rispetto a quelli prodotti da Harrison e Cotton.

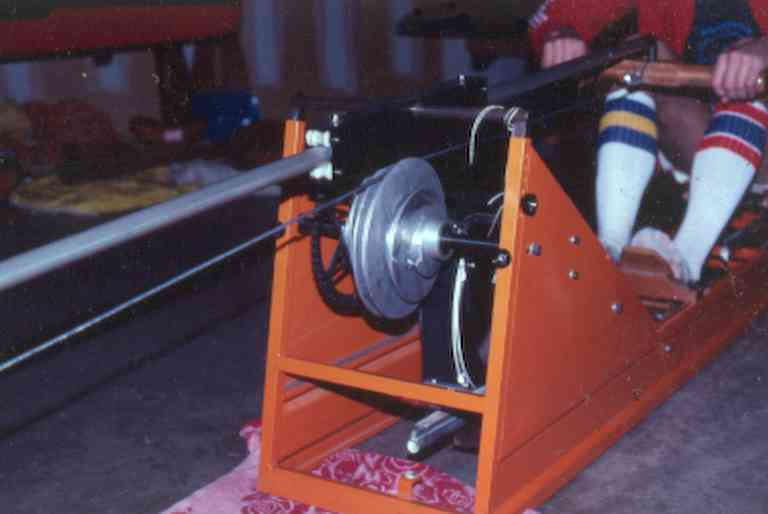
L'ergometro Gjessing-Nilson, con la sua puleggia elicoidale

Negli anni '70 venne introdotto in Norvegia l'ergometro Gjessing-Nilson, che utilizzava un meccanismo di freni e frizione combinato con dei pesi; questo sistema permetteva di poter calcolare una frizione regolabile e prevedibile. Il cavo era ancorato ad un meccanismo con una puleggia elicoidale a raggio variabile, in modo che potesse essere regolata l'esperienza di vogata in modo simile ai cambiamenti di trasmissione meccanica, esattamente come avviene nel canottaggio quando viene modificato l'angolo di entrata del remo in acqua. Il remoergometro Gjessing-Nilson fu per molti anni lo standard internazionale per la misurazione della potenza in ambito atletico.
I primi ergometri con resistenza ad aria vennero introdotti intorno al 1980 dall'azienda Repco. I vogatori attualmente più in uso al mondo sono prodotti dall'azienda statunitense Concept2, il cui nome deriva da quello dell'ergometro prodotto per la prima volta nel 1980 dai fratelli Dick and Peter Dreissigacker. Il primo modello, il modello A, introdusse uno strumento di resistenza creato a partire da una ruota di bicicletta alla quale erano attaccate delle "pinne" per generare la resistenza dell'aria. Con il secondo modello, il modello B del 1986, venne introdotto un volano solido (nei moderni macchinari racchiuso in una gabbia) e il primo monitor digitale per la visualizzazione delle prestazioni. Queste nuove innovazioni, unite al costo sempre più basso e alla facile trasportabilità dei macchinari, rivoluzionarono il ruolo dell'ergometro, che passò dall'essere uno strumento utilizzato solamente per l'allenamento del canottaggio all'essere il protagonista di uno sport a sé stante, chiamato internazionalmente indoor rowing.
L'ulteriore innovazione che ha permesso di collegare i rower tra di loro, e successivamente anche ad internet ha permesso di diffondere ulteriormente la pratica sportiva, con lo svolgimento di nuove competizioni anche da remoto (come nel corso della pandemia di COVID-19).

## Struttura

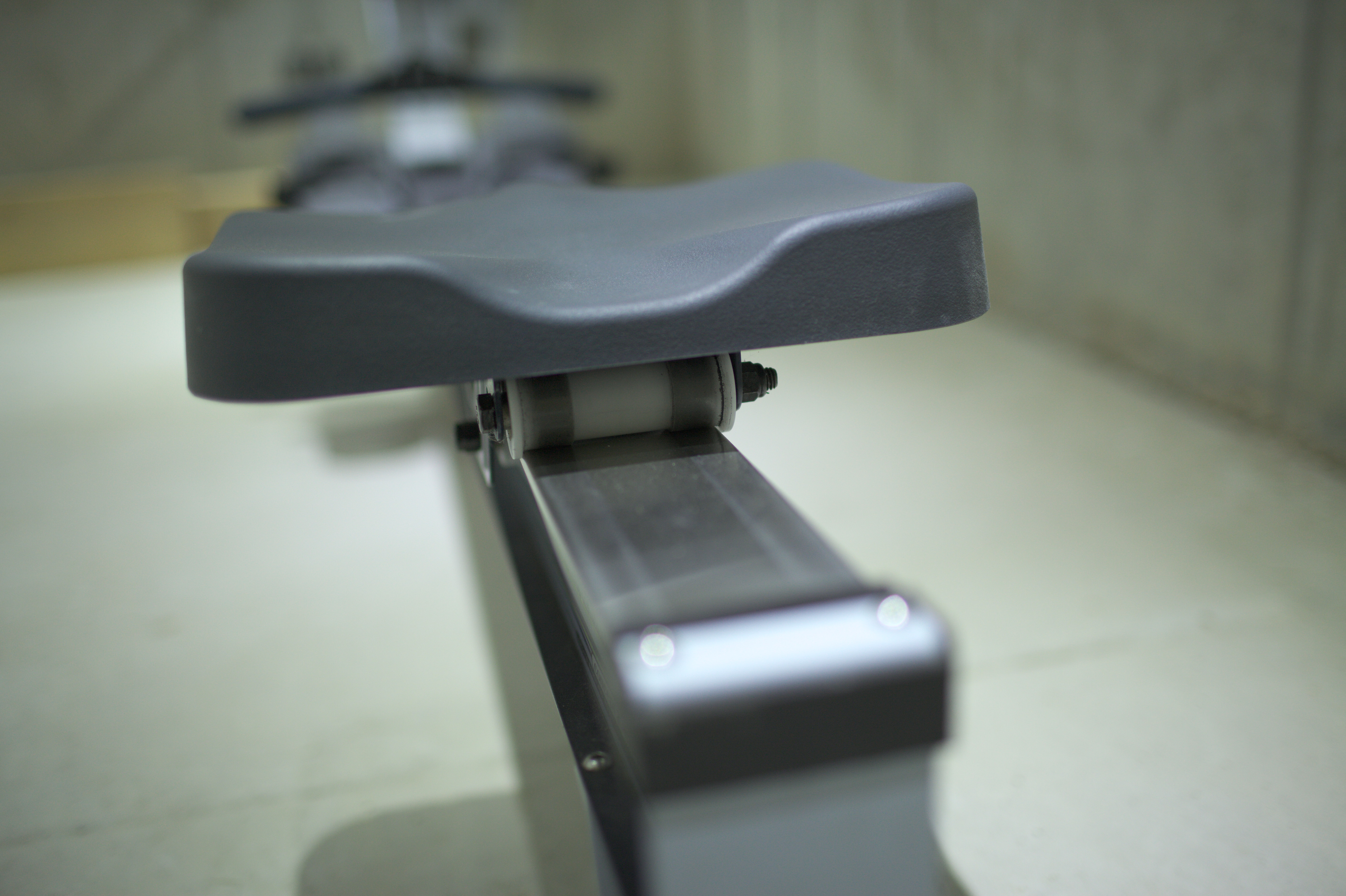
Il carrello mobile

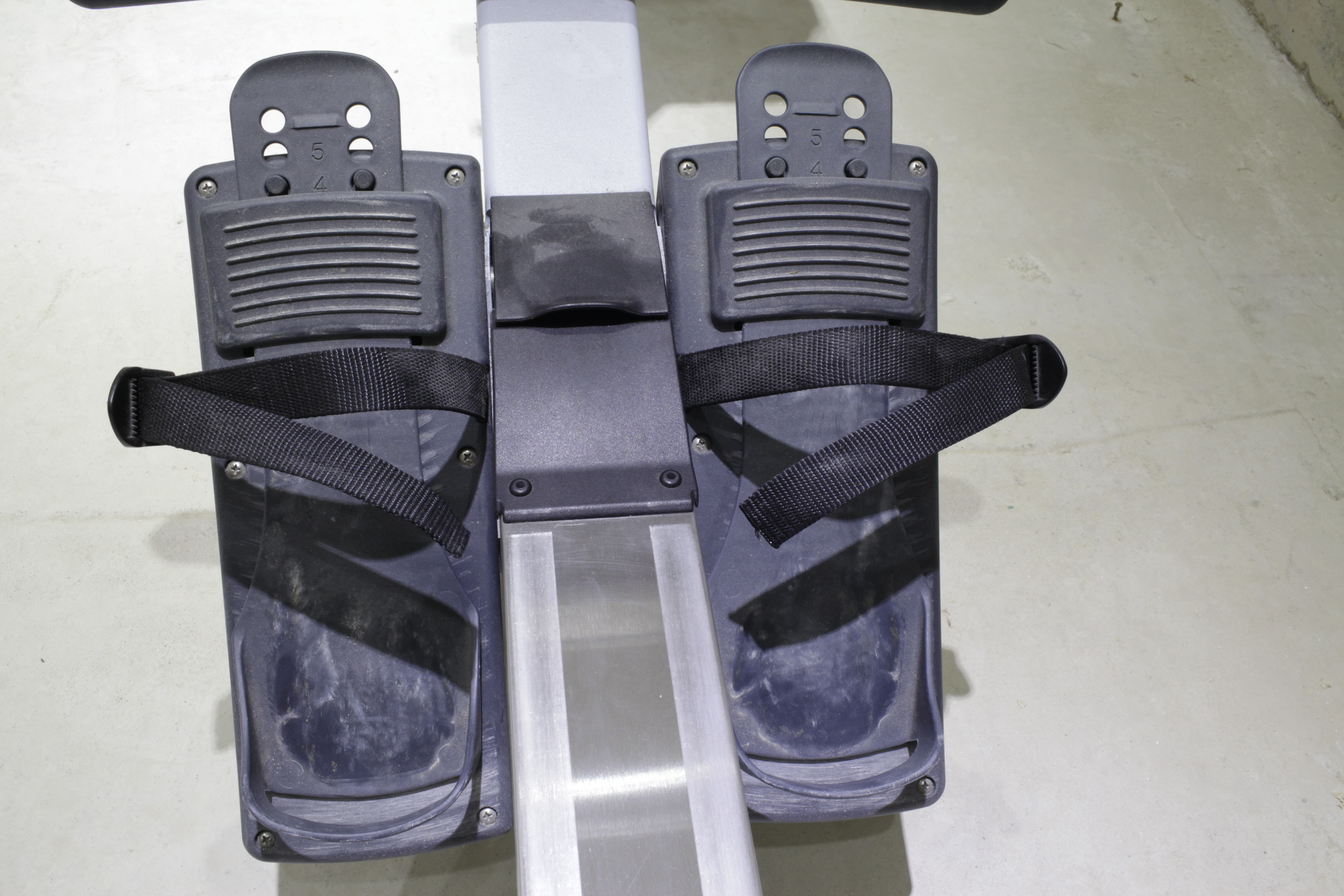
I supporti per i piedi

Tutti i remoergometri sono costituiti da un meccanismo di frenatura o di smorzamento di energia, collegato ad una catena  alla cui estremità è presente un manubrio o impugnatura. A seconda delle preferenze, il fattore di resistenza della ventola può essere regolato. Sulla parte anteriore del macchinario (la stessa dove è presente la ventola/volano smorzatore di energia) sono presenti dei supporti per i piedi muniti di cinghie per l'ancoraggio detta pedaliera o puntapiedi. La parte posteriore è composta da una rotaia sulla quale scorre il carrello mobile dove siede l'atleta.
Le macchine moderne presentano un display digitale che presenta i dati dell'attività fisica, che il computer interno registra calcolando la velocità del volano durante il colpo e il suo tasso di decelerazione durante la fase di recupero. Usando questi dati e il conosciuto momento di inerzia del volano, il computer è in grado di calcolare anche la velocità, la potenza, la distanza percorsa e l'energia usata. Alcuni ergometri possono essere collegati a computer esterni per registrare ed analizzare i dati delle sessioni di allenamento; inoltre, alcuni pacchetti software consentono agli utenti di collegare insieme più vogatori tra di loro o tramite Internet per poter disputare gare virtuali.

### Tipi di movimento
Esistono 3 possibili varianti nella dinamica di movimento del corpo dell'atleta e del macchinario stesso:
1. la prima opzione è definita a testa fissa, ed è la più comune tra i vogatori in commercio; essa prevede che l'unica parte mobile sia il sellino, scorrevole lungo la rotaia, mentre la parte anteriore e il blocco dei piedi sia fisso;
2. la seconda opzione è definita a testa mobile, e prevede che sia il sedile che la parte anteriore (smorzatore e blocco dei piedi) scorrano sulla rotaia; questo sistema è quello che maggiormente simula il comportamento della barca in acqua;
3. la terza opzione è definita a sede fissa, e a muoversi lontano dal resto del corpo è il solo il blocco di ancoraggio dei piedi.

Alcuni vogatori, invece della classica catena, sono costruiti con un manubrio basculante o una serie di maniglie, in modo da simulare in modo più completo l'azione dei remi. Tale tipologia di vogatori sono genericamente conosciuti come "simulatori di canottaggio".

### Modelli di smorzamento
Nei remoergometri moderni si sono affermati essenzialmente 2 tipologie di smorzamento che generano il fattore di resistenza:
1. la resistenza a pistone
2. la resistenza a volano frenato

#### Resistenza a pistone
La resistenza del pistone proviene da alcuni cilindri idraulici attaccati alle maniglie del vogatore. La lunghezza delle maniglie di questa classe di vogatori è generalmente registrabile; durante l'azione, tuttavia, la lunghezza della maglia è fissa, come è fissa anche la traiettoria che le mani devono assumere durante il colpo e il recupero, rendendo la corsa meno accurata rispetto ad altri tipi di modelli nei quali è possibile emulare la differenza di dislivello delle mani durante le diverse fasi dell'azione. Inoltre, altri modelli di questa classe hanno il sedile fisso, con la conseguente eliminazione della spinta delle gambe. I modelli di questa classe di vogatori hanno dimensioni più compatte e un design più semplice rispetto alle altre classi, oltreché un prezzo più contenuto.

#### Resistenza a volano frenato
I modelli di remoergometro con la resistenza a volano frenato sono tutti simili fra di loro, differendo solamente per il meccanismo di frenata del volano: magnetico, ad aria o ad acqua. Questi modelli utilizzano un manubrio collegato al volano da una corda, da una cinghia o tipicamente da una catena; poiché il manubrio è collegato alla fonte della resistenza grazie ad un supporto flessibile, la traiettoria delle mani sul piano verticale è libera, il che permette all'atleta di emulare il dislivello delle mani tra la fase del "colpo" e quella di "ritorno". La maggior parte di questi modelli hanno il caratteristico carrello scorrevole, tipico delle imbarcazioni da competizione.

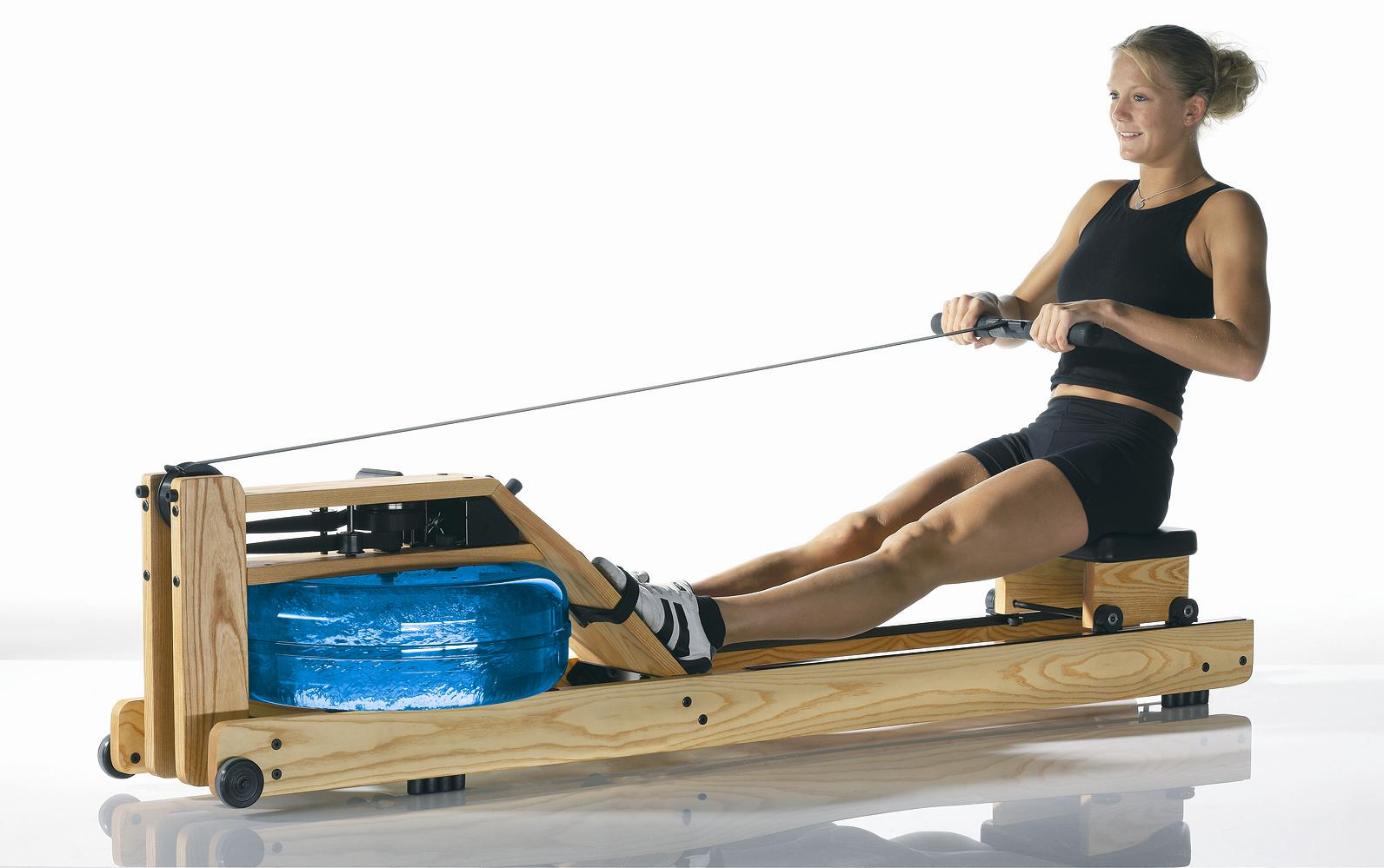
Un ergometro con resistenza ad acqua

In questa classe di modelli esistono 3 diverse tipologie di meccanismi di frenata:
1. Resistenza magnetica: in questi modelli la resistenza è controllata mediante elettromagneti che impegnano un freno meccanico che agisce sul volano; questo sistema frenante è regolabile e l'energia espressa può essere misurata con precisione. Lo svantaggio di questo tipo di meccanismo è che, una volta regolata, la resistenza è costante, mentre le altre due tipologie simulano meglio la vogata, dove la resistenza aumenta in base a come viene tirato il manubrio.
2. Resistenza ad aria: in questi modelli la resistenza è generata da delle alette disposte a ventaglio sul volano, che forniscono la frenatura necessaria per generare la resistenza; più il volano gira veloce e più la resistenza dell'aria aumenta. Uno sfiato può essere usato per regolare il flusso d'aria alle alette e, quindi, aumentare o diminuire la resistenza. L'energia dissipata può essere accuratamente calcolata grazie al momento di inerzia del volano e tramite un tachimetro che misura la decelerazione del volano. I vogatori con resistenza ad aria sono quelli più utilizzati dagli sportivi dell'indoor rowing.
3. Resistenza ad acqua: in questi modelli la resistenza è costituita da una pala rotante all'interno di un serbatoio di acqua; la massa di acqua da trascinare crea la resistenza. I sostenitori di questo tipo di resistenza asseriscono che essa è più realistica per quanto riguarda la simulazione della resistenza in barca[8].

Le misurazioni visualizzate sui monitor sono calcolate in modo diverso per ogni produttore, che utilizzano un algoritmo unico che tiene conto dei fattori particolari del tipo di macchinario.

## Attività fisica
Il gesto atletico consiste fondamentalmente nel tirare il manicotto/impugnatura verso il corpo dell'atleta, utilizzando la potenza delle gambe, della schiena ed infine delle braccia.
L'attività che ne consegue lavora principalmente sul sistema cardiovascolare. Come altre attività sportive focalizzate sul sistema cardiaco, l'utilizzo del remoergometro rientra anche nelle tecniche di interval training, cioè serie di esercizi che alternano periodi di alta intensità di esercizio fisico ad intervalli di riposo o di bassa intensità. L'attività interessa anche molti gruppi muscolari in tutto il corpo in condizioni aerobiche e anaerobiche a seconda delle distanze percorse, e per questo motivo l'indoor rowing è definito uno sport "resistance training".
A differenza di altri esercizi ad alto impatto (ad esempio la corsa), che possono danneggiare le ginocchia e il tessuto connettivo della parte inferiore del corpo, l’allenamento con il remoergometro non ha traumatologia e controindicazioni particolari. Una tecnica adeguata è necessaria per evitare infortuni, ed essa consiste nel rimanere focalizzati sia sull'attività meccanica che sulla respirazione, tenendo un ritmo corretto espirando durante il colpo di tiro ed inspirando durante la fase di recupero, in modo da stabilizzare la parte superiore del corpo. I vogatori poco esperti tendono ad utilizzare maggiormente i muscoli della parte superiore del corpo, mentre una tecnica corretta prevede l'utilizzo dei grandi muscoli della coscia per gran parte dell'azione. Inoltre, una buona tecnica richiede che l'angolo della parte superiore del corpo non sia né troppo in avanti né troppo indietro, in quanto queste posizioni errate vanno a compromettere la zona lombare provocando lesioni da compressione, sollecitando in maniera errata anche le ginocchia e i muscoli flessori.
Oltre agli elevati livelli di fitness raggiungibili è anche un intenso esercizio che permette di bruciare molte calorie: anche se vogatori poco esperti bruciano meno calorie a causa di una tecnica poco efficace, il remoergometro è un ottimo strumento da utilizzare in un programma di perdita di peso.

## Tecnica
La tecnica di utilizzo del remoergometro segue sostanzialmente la stessa utilizzata dal canottiere durante l'azione in acqua, con alcune piccole modifiche. I canottieri abituati a lavorare in barca, però, continuano ad effettuare il movimento classico di estrazione delle pale dei remi dall'acqua, come pure sono soliti tirare il manubrio al petto più di quanto non sia necessario.
L'azione di utilizzo del remoergometro è composta da quattro fasi:
1. Attacco: nella fase iniziale dell'azione le ginocchia sono flesse con le tibie in posizione verticale. Il busto dovrebbe essere più o meno parallelo alla coscia, senza iperflessione (cioè sporgendosi troppo in avanti). Le braccia (parallele al terreno) e le spalle sono protese in avanti con le scapole abbassate (depresse), i piedi sono in appoggio sulla pedaliera/puntapiedi o con i talloni leggermente sollevati, in funzione della mobilità individuale, le mani hanno ha presa avvolgente del pollice.
2. Colpo: il gesto atletico vero e proprio inizia con l'estensione delle gambe, con conseguente scorrimento del carrello e allontanamento del corpo dalla parte anteriore del vogatore. Il corpo dell'atleta rimane della stessa angolazione della fase di attacco. Una volta che le gambe hanno raggiunto la piena estensione, l'atleta inizia a fare leva all'indietro con il busto e solo successivamente a tirare con le braccia il manicotto verso l'addome, circa tra lo sterno e l'ombelico.
3. Finale: in questa fase le gambe sono completamente estese, le spalle sono leggermente dietro il piano del bacino e le braccia sono in piena contrazione. I gomiti sono flessi ma adesi al tronco e le mani che tengono il manicotto sono sotto il petto con i polsi in posizione piatta, in linea con la catena. La schiena è mantenuta in posizione eretta, non iperestesa.
4. Ripresa: la ripresa è il ritorno alla fase iniziale di attacco, lasciando all'atleta il tempo di recuperare dal colpo precedente. Durante la ripresa le azioni si svolgono in ordine inverso rispetto alla fase di colpo. Le braccia si allontanano dal petto tornando ad essere estese; successivamente il busto è impegnato ad inclinarsi in avanti rispetto al bacino. Quando le mani raggiungono l'altezza delle ginocchia, anche le gambe cominciano a flettersi. Il corpo si avvicina alla parte anteriore del remoergometro, fino a tornare alla fase di attacco.

La misura standard della velocità sull'ergometro è generalmente conosciuta come "split", definita come la quantità di tempo (in minuti e secondi) necessaria per spostare la "barca virtuale" di 500 metri (1.600 piedi nelle misurazioni statunitensi) al ritmo attuale. Un tempo di 02:00 indica che ci vogliono 2 minuti per realizzare 500 metri di spostamento, che significa una velocità di circa 4,17 m/s (circa 15 km/h). Con questa indicazione non è possibile calcolare preventivamente quanti colpi saranno necessari al vogatore per raggiungere i 500 metri, in quanto la potenza dei colpi può variare da uno all'altro, l'indicazione a monitor dello split AVG (average cioè medio) dà invece un'indicazione del valore medio degli ultimi 500 metri.

## Competizioni

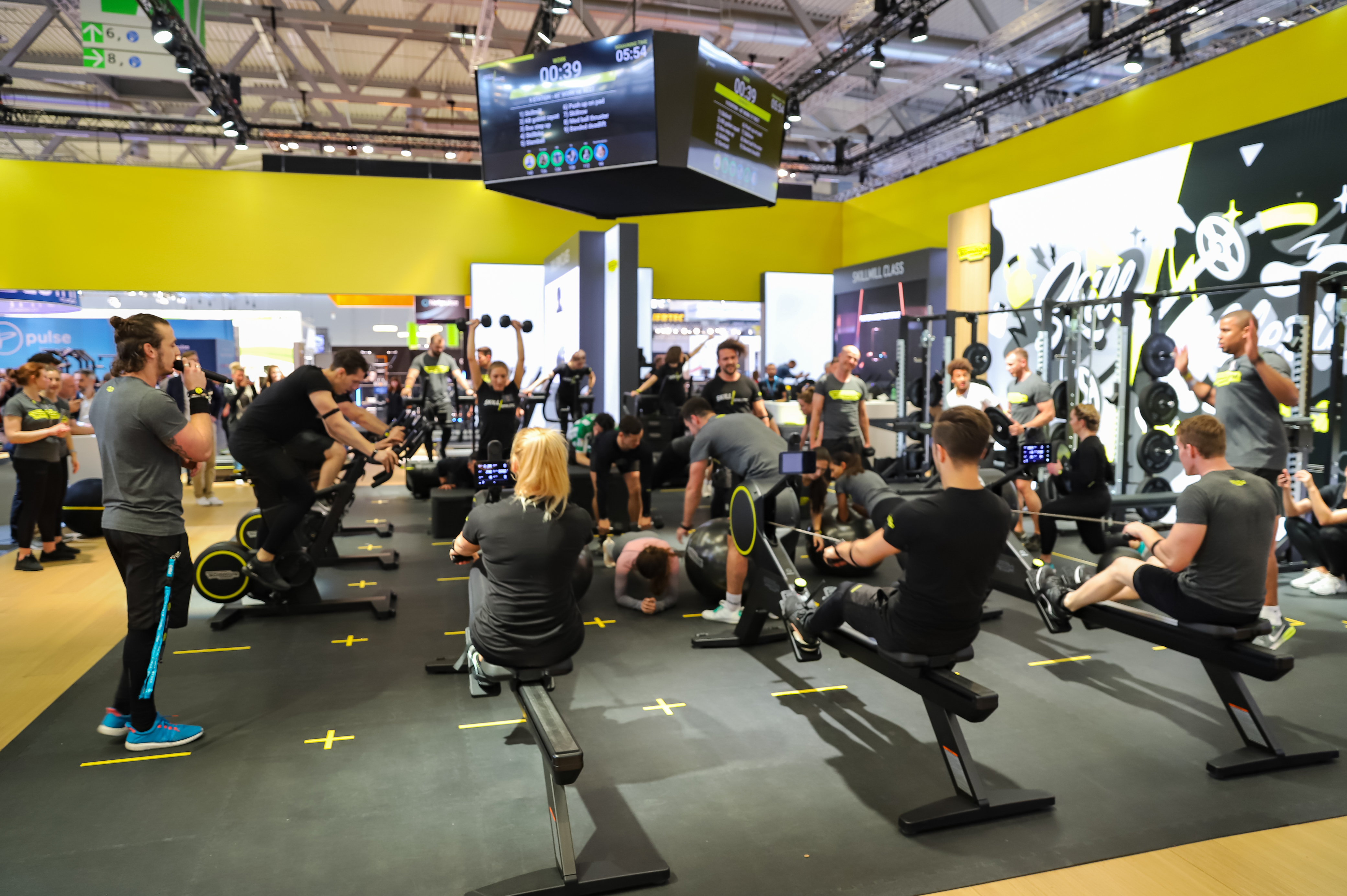
Una competizione locale di indoor rowing

Un gran numero di gare di indoor rowing si svolge in tutto il mondo e la maggiore competizione è il C.R.A.S.H.-B Sprints, che si svolge ogni anno a Boston (Stati Uniti) nel mese di febbraio. A livello europeo altre manifestazioni importanti di livello open sono i BRIC (acronimo di British Rowing Indoor Champs) in Gran Bretagna e la Ergoregatta in Germania. Tutte queste competizioni sono organizzate e svolte con remoergometri della Concept2.
Nel luglio del 2017, durante la loro decima edizione, l'indoor rowing è entrato a far parte del programma dei Giochi mondiali come sport dimostrativo, anticamera di un possibile ingresso fra gli sport olimpici.  Dal 2018 la Concept2 ha deciso di organizzare una manifestazione parallela al C.R.A.S.H.-B. Sprints con lo status di campionato mondiale, la Erg Sprints World Rowing Indoor Championship (Erg Spints WRIC), mentre in Europa si tengono anche i campionati europei.
In ogni manifestazione di alto livello la principale gara individuale è la sfida sulla distanza olimpica di 2.000 metri. Altre distanze classiche sono gli sprint sui 500 metri e le distanze che vanno dai 5.000 metri a quelle della maratona, come anche manifestazioni con staffetta a squadre. Oltre alle manifestazioni "dal vivo", molte competizioni di indoor rowing avvengono attraverso internet grazie alla possibilità di collegamento fra competitori a distanza e alle classifiche ai ranking tenuti dalla Concept2.
La maggior parte delle competizioni sono suddivise in categorie in base al sesso, all'età e alla classe di peso. Nonostante i tempi più veloci vengano generalmente ottenuti da rematori con un'età compresa tra i 20 e i 40 anni, sono molto frequenti anche gli atleti in età adolescenziale come anche gli over-40. I risultati delle principali manifestazioni mondiali rivelano una certa correlazione tra le prestazioni in acqua e le prestazioni sul remoergometro: ne sono esempi gli ex canottieri Steve Redgrave, Rob Waddell, Pertti Karppinen, Eskild Ebbesen, Henrik Stephansen, Ursula Grobler e Olena Buryak, pluricampioni olimpici nel canottaggio ma vincitori anche di competizioni di indoor rowing con la registrazione di numerosi record mondiali. Per l'Italia, Mauro Martelli risulta essere l'atleta a livello mondiale a vantare la conquista di più record su remoergometro, mentre tra i maggiori esponenti di questo sport non provenienti dal canottaggio si annovera Emanuele Romoli.